# Anomala cupritarsis
Anomala cupritarsis är en skalbaggsart som beskrevs av Benderitter 1928. Anomala cupritarsis ingår i släktet Anomala och familjen Rutelidae. Inga underarter finns listade i Catalogue of Life.